# 국립극장 (프라하)

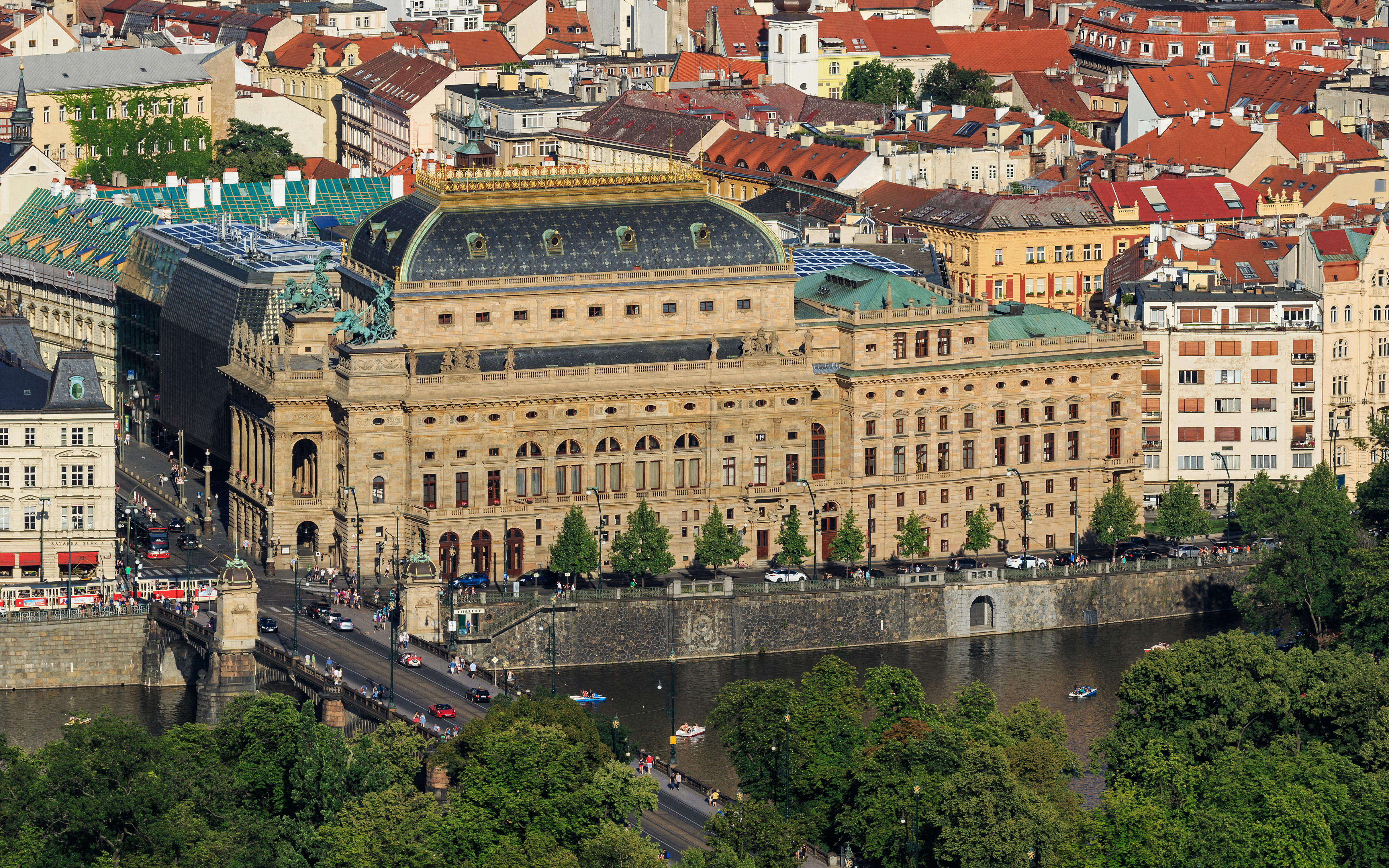
국립극장

국립극장(체코어: Národní divadlo)은 체코 프라하에 위치한 국립 극장이다.